# Свердловська сільська рада (Червоногвардійський район)
Свердло́вська сільська рада (рос. Свердловский сельский совет) — сільське поселення у складі Червоногвардійського району Оренбурзької області Росії.
Адміністративний центр — селище Свердловський.

## Населення
Населення — 732 особи (2019; 901 в 2010, 1302 у 2002).

## Склад
До складу сільської ради входять:
| Населений пункт       | Населення, осіб (2002) | Населення, осіб (2010) |
| --------------------- | ---------------------- | ---------------------- |
| Єрмаково, селище      | 149                    | 65                     |
| Новопетровка, село    | 295                    | 222                    |
| Отділення 5, селище   | 217                    | 99                     |
| Свердловський, селище | 474                    | 438                    |
| Степний, селище       | 61                     | 54                     |
| Южний, селище         | 106                    | 23                     |